# Wilfersdorf (zámek)

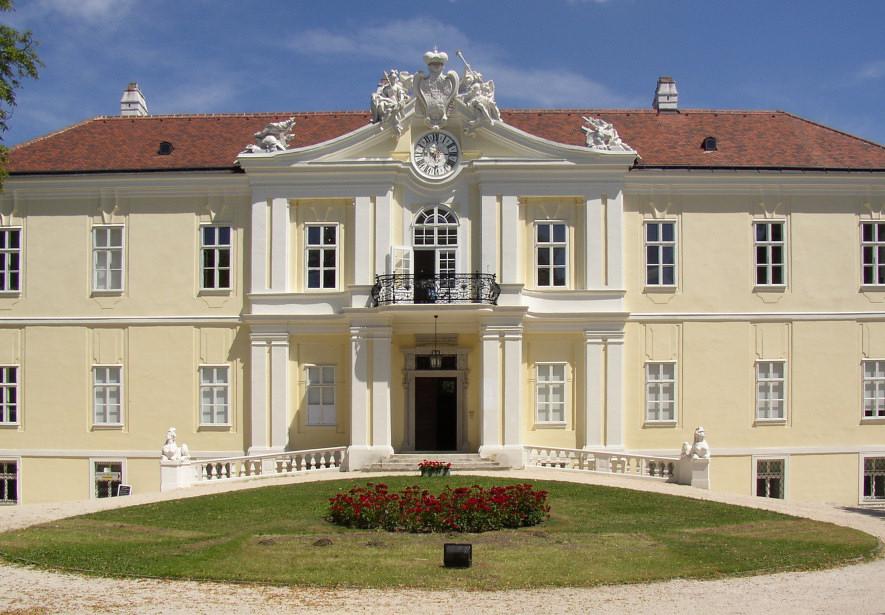
Hlavní zámecká budova

Zámek Wilfersdorf stojí v dolnorakouském Weinviertelu (Vinné čtvrti) v obci Wilfersdorf v okrese Mistelbach. Zámek byl zkonfiskován Johannu Bernhardu z Fünfkirchenu, odsouzenému na doživotí v rámci pobělohorských represí, a přešel na rod Lichtenštejnů. Slouží do dnešní doby pro správu knížecího majetku ve Weinviertelu i pro proslulost zdejších knížecích sklepů.

## Historie

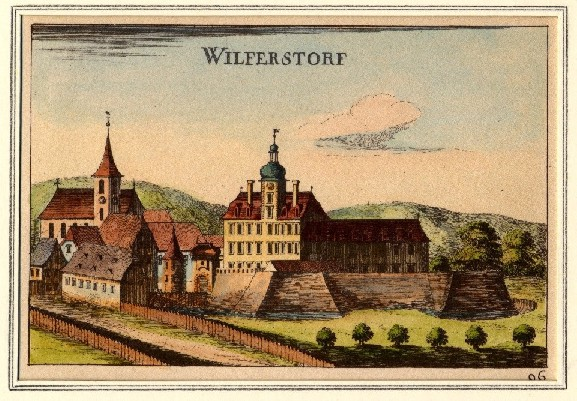
Zámek Wilfersdorf asi 1670. Kolorovaná mědirytina od George Matthäuse Vischera

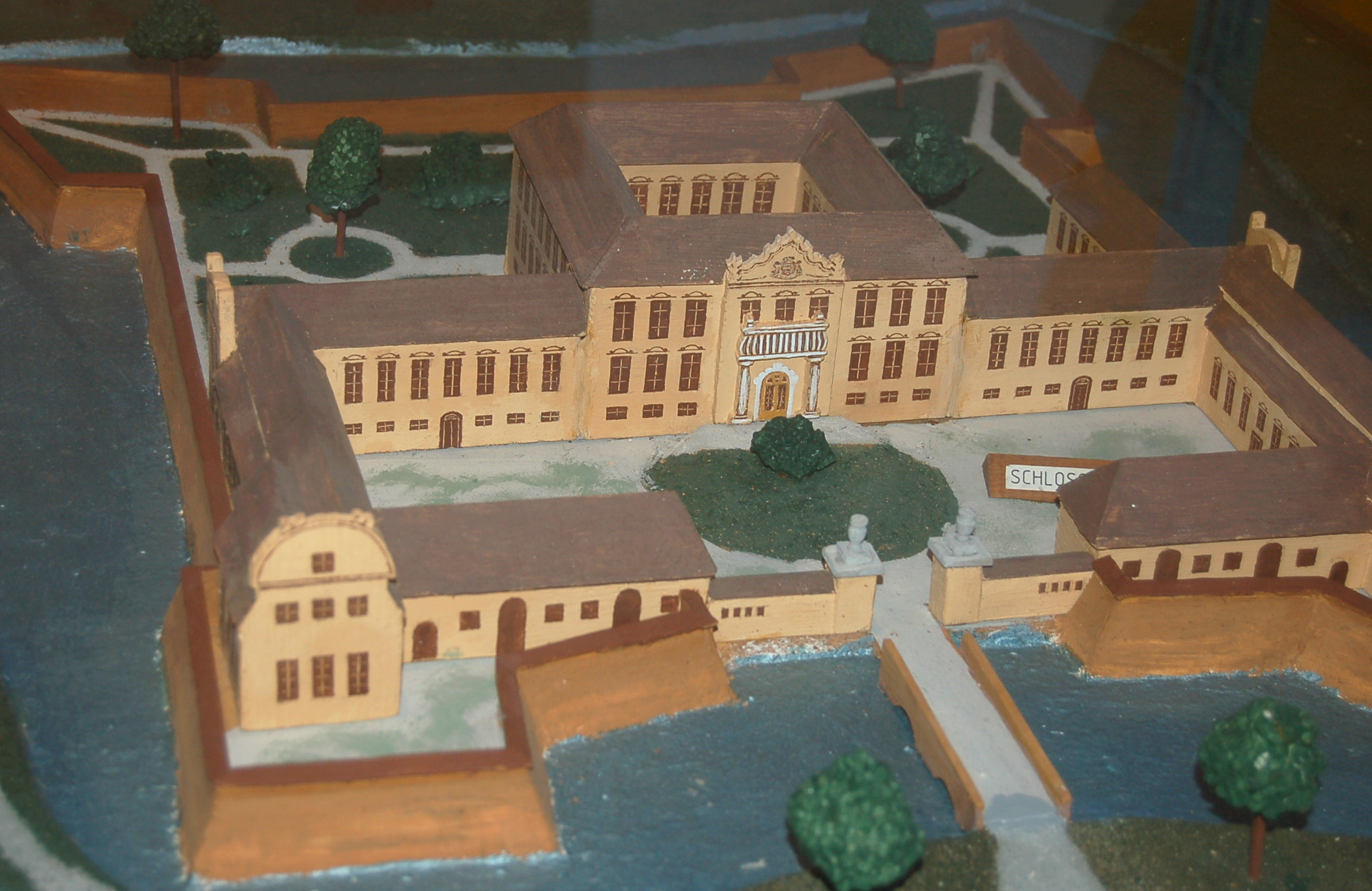
Model zámku Wilfersdorf z roku 1800

Kolem roku 1600 nechal Gundakar z Lichtenštejna přestavět gotický hrad na vodní zámek ze čtyřmi křídly. Kníže Alois I. z Lichtenštejna dal kolem roku 1802 severní, jižní a východní křídlo odstranit. Zbývající část zámku v roce 1809 zpustošili Francouzi. V roce 1866 v zámku Prusové zřídili polní lazaret. Na konci druhé světové války utrpěl zámek velké škody, které se odstraňovaly po řadu následujících let. V letech 2001–2002 došlo k restaurování stávajících staveb.

### Současnost zámku
Hlavní budova slouží pro kulturní účely a výstavní centrum. Víceúčelový společenský sál v přízemí umožňuje konání seminářů, prezentací a malých kongresů. V poschodí je vystavena rozsáhlá dokumentace o historii rodu Lichtenštejnů. V suterénu je zámecký sklep.
Wilfersdorfské vlastivědné muzeum je umístěno ve vedlejší budově.